# Sportgroda
Sportgroda är enkelt förklarat en humoristisk felsägning inom sporten. En berömd sportgroda är "Det ser mörkt ut på Kameruns avbytarbänk", signerad Arne Hegerfors. Många sportgrodor har karaktären av vandringssägner. T.ex. finns det inga bevis för att Arne Hegerfors någonsin använt det berömda citatet under en match.